# Perper (sastav)
Perper je crnogorski glazbeni sastav iz Cetinja. Osnovan je koncem 1991. i jedna je od najpopularnijih grupa u Crnoj Gori. Ime Perper sastav je preuzeo iz naziva crnogorske valute koja se nekad koristila. Prvi značajniji nastup sastava održao se na Tv emisiji u kojoj je u studenom 1991. bila predstavljena pjesma Mir kao peto godišnje doba. Radilo se o antiratnoj pjesmi koja ipak nije zaživjela na očekivan način, ali je svakako ponukala grupu da se počne baviti još ozbiljnijim radom. Naime, zbog najezde ratničkog raspoloženja i suprotnih, antiratnih prosvjeda u Cetinju za vrijeme raketiranja Dubrovnika, Crna Gora tih je godina bila duboko politički i ideološki podijeljena. Krajem prosinca sastav je u Novom Sadu snimio svoj debitantski album pod nazivom S gomile velikih oblaka.
Posljednji studijski album objavili su 2008. pod nazivom Tragovi.
Kompilacije 20 Sporih pa odmah potom i 20 brzih Perpera objavljene su 2011. godine. U ljeto 2012. godine objavljen je Koncertni DVD upravo s proslave jubileja 21 godine postojanja skupine. U ljeto 2015. godine objavljen je singl Niz tvoja leđa (https://www.youtube.com/watch?v=pmQLCdoqlX8)

## Članovi
- Nikola (Nikola Radunović; rođen 20. prosinca 1974., Cetinje) — vokali, akustična gitara
- Mane (Ivan Vujović; rođen 11. kolovoza 1971.) — bubnjevi
- Zeko (Momčilo Zeković; rođen 24. travnja 1967., Sarajevo) — bas-gitara
- Popaj (Aleksandar Radunović; rođen 25. srpnja 1971., Cetinje) — gitara, prateći vokali (također član crnogorske satirične skupine The Books of Knjige)
- Mikelanđelo (Mihailo Ražnatović; rođen 18. studenog 1972.) — klavijature, prateći vokali

## Diskografija
- S gomile velikih oblaka (1992.)
- Bludni snovi (1993.)
- Perper uživo iz CNP-a (2002.)
- Iz dana u dan (2002.)
- Tragovi (2008.)
- 20 Sporih Perpera ( 2011.)
- 20 Brzih Perpera (2011.)
- Perper Koncertni DVD (2012.)

### Singlovi
- Mir kao peto godišnje doba (1991.)
- Godine (1992.)
- Još uvijek čekam te (1997.)
- S dušom od kamena (2000.)
- Neđelja (2000.)
- Dodir svile (2004.)
- Hrabri sokoli (2007.)
- Niz tvoja leđa (2015.)

### Kompilacije
- Kompilacijsko izdanje (1998.)

## Vanjske poveznice
- Službena stranica  Arhivirana inačica izvorne stranice od 16. listopada 2015. (Wayback Machine)